# سیارک ۴۰۱۳
سیارک ۴۰۱۳ (به انگلیسی: 4013 Ogiria، نامگذاری:1979OM15) چهار هزار و سیزدهمین سیارک کشف شده‌است که در ۲۱ ژوئیه ۱۹۷۹ کشف شد.
قدر مطلق سیارک برابر ۱۲٫۰۰ است.